# Мстислав (град)
Мстислав или Мсцислау (на беларуски: Мсці́слаў; на руски: Мстислав;на полски: Mścisław) е град в Беларус, Могильовска област, административен център на Мстиславски район.
Населението на града е 10 019 души (1 януари 2024).

За пръв път селището е споменато през XII век, през 1136 година получава статут на град.
- Зданието на Мстиславския йезуитски колегиум, XVII век
- Мстислав. Гравюра от средата на XIX век
- Търговски център
- Катедралата „Александър Невски“ в Мстислав – построена в края на XIX век върху основите на католическа църква.
- Паметник на Пьотр Мстиславец – един от първите източнославянски книгоиздатели, живял през XV век
- Зданието на бившето Дворянско събрание и хотел „Париж“ (края на XIX – началото на XX век)
- Бившето здание на градската хазна (края на XIX – началото на XX век)
- Здание на бившата Земска управа (областна управа по време на Руската империя)
- Мстиславски детинец (XII–XIII век)
- Съвременното състояние на зданието на Мстиславската мъжка гимназия, постройка от началото на XX век
- Католическата църква „Успение на Пресвета Богородица“
- Изглед към църквата „Свети Михаил Архангел“ и сградата на бившата мъжка гимназия
- Обществен кладенец в селото с новопостроен до него през 2014 г. параклис. В миналото кладенецът е бил основният източник на питейна вода за града, а водата от него е пълнила защитния ров на Мстиславл.